# 넙도국민학교 후도분교
넙도국민학교 후도분교는 대한민국 전라남도 완도군 노화읍 내리에 있었던 국민학교 분교이다.

## 연혁
- 일자미상 넙도국민학교 후도분교 설립 인가
- 1965년 11월 18일 후도분교장 개교
- 1967년 4월 1일 도서벽지학교 '을'급 지정
- 1986년 1월 1일 도서벽지학교 '나'급 조정
- 1989년 9월 1일 도서벽지학교 '가'급 조정
- 1991년 3월 8일 폐교 및 넙도국민학교 통폐합